# Вулиця Леондіа Каденюка (Кропивницький)
Вулиця Пацаєва — вулиця у Фортечному районі міста Кропивницького. Пролягає від вулиці Юрія Коваленка до вулиці Героїв України.
Названа на честь льотчика-космонавта Віктора Пацаєва.
Забудова вулиці — радянська: переважно панельні 5-поверхівки та панельні 9-поверхівки і декілька гуртожитків.
До вулиці прилягає колишній завод Друкмаш.

## Транспорт
На вулиці здійснюється рух громадського транспорту:
- тролейбус: № 7.[1].
- маршрутні таксі № 3, 4, 8, 27, 77, 112.

## Об'єкти
На вулиці Пацаєва розташовані:
- навчальні заклади: НВК № 18;
- торговельні заклади: сумермаркети: «Фірмовий магазин», «Файномаркет», «АТБ»;
- розважальні заклади: ковзанка «Слайз».
- перша в місті піцерія на дровах "Піца 32см"